# Призёры чемпионатов мира по биатлону (женщины)

## Лидеры по количеству золотых наград
Личные — медали в личных гонках, Командные — медали в командных гонках, эстафетах, смешанных эстафетах, сингл-микстах. Итого — общее количество медалей.
В таблицу включены спортсмены, имеющие как минимум 6 золотых наград. Отсортировано по общему количеству золотых медалей.
| №  | Биатлонистка          | Сборная      | Личные | Личные | Личные | Личные | Командные | Командные | Командные | Командные | Итого | Итого | Итого | Итого |
| №  | Биатлонистка          | Сборная      | 1      | 2      | 3      | Всего  | 1         | 2         | 3         | Всего     | 1     | 2     | 3     | Всего |
| -- | --------------------- | ------------ | ------ | ------ | ------ | ------ | --------- | --------- | --------- | --------- | ----- | ----- | ----- | ----- |
| 1  | Марте Олсбю-Рёйселанн | Норвегия     | 2      | 0      | 3      | 5      | 11        | 0         | 1         | 12        | 13    | 0     | 4     | 17    |
| 2  | Магдалена Нойнер      | Германия     | 6      | 2      | 0      | 8      | 6         | 2         | 1         | 9         | 12    | 4     | 1     | 17    |
| 3  | Тириль Экхофф         | Норвегия     | 3      | 1      | 1      | 5      | 7         | 1         | 2         | 10        | 10    | 2     | 3     | 15    |
| 4  | Елена Головина        | СССР         | 1      | 1      | 1      | 3      | 9         | 0         | 0         | 9         | 10    | 1     | 1     | 12    |
| 5  | Жюлья Симон           | Франция      | 4      | 0      | 2      | 6      | 6         | 0         | 1         | 7         | 10    | 0     | 3     | 13    |
| 6  | Петра Беле            | ФРГ Германия | 4      | 0      | 1      | 5      | 5         | 2         | 1         | 8         | 9     | 2     | 2     | 13    |
| 7  | Уши Дизль             | Германия     | 2      | 4      | 0      | 6      | 6         | 4         | 3         | 13        | 8     | 8     | 3     | 19    |
| 8  | Андреа Хенкель        | Германия     | 4      | 1      | 0      | 5      | 4         | 5         | 2         | 11        | 8     | 6     | 2     | 16    |
| 9  | Тура Бергер           | Норвегия     | 4      | 3      | 2      | 9      | 4         | 2         | 3         | 9         | 8     | 5     | 5     | 18    |
| 10 | Лив-Грете Шельбрейд   | Норвегия     | 6      | 1      | 2      | 9      | 2         | 2         | 0         | 4         | 8     | 3     | 2     | 13    |
| 11 | Лаура Дальмайер       | Германия     | 4      | 3      | 4      | 11     | 3         | 0         | 1         | 4         | 7     | 3     | 5     | 15    |
| 12 | Светлана Печёрская    | СССР         | 1      | 2      | 1      | 4      | 6         | 1         | 0         | 7         | 7     | 3     | 1     | 11    |
| 13 | Кайя Парве            | СССР         | 2      | 2      | 0      | 4      | 5         | 0         | 0         | 5         | 7     | 2     | 0     | 9     |
| 14 | Венера Чернышова      | СССР         | 2      | 1      | 2      | 4      | 5         | 0         | 0         | 5         | 7     | 1     | 2     | 10    |
| 15 | Ольга Медведцева      | Россия       | 1      | 1      | 1      | 3      | 5         | 1         | 0         | 6         | 6     | 2     | 1     | 9     |
| 16 | Магдалена Форсберг    | Швеция       | 6      | 1      | 5      | 12     | 0         | 0         | 0         | 0         | 6     | 1     | 5     | 12    |
| 17 | Сюннёве Сулемдал      | Норвегия     | 0      | 0      | 0      | 0      | 6         | 1         | 0         | 7         | 6     | 1     | 0     | 7     |

## Индивидуальная гонка[1]

### 10 км
| Год         | Золото           | Серебро            | Бронза           |
| ----------- | ---------------- | ------------------ | ---------------- |
| 1984 Шамони | Венера Чернышова | Людмила Заболотняя | Татьяна Брылина  |
| 1985 Эг     | Кайя Парве       | Санна Грёнлид      | Эва Корпела      |
| 1986 Фалун  | Эва Корпела      | Сив Бротен-Лунне   | Санна Грёнлид    |
| 1987 Лахти  | Санна Грёнлид    | Кайя Парве         | Туйя Вуоксиала   |
| 1988 Шамони | Анне Эльвебакк   | Элин Кристиансен   | Венера Чернышова |

### 15 км
| Год                             | Золото                 | Серебро                  | Бронза                      |
| ------------------------------- | ---------------------- | ------------------------ | --------------------------- |
| 1989 Файстриц                   | Петра Шаф              | Анне Эльвебакк           | Светлана Давыдова           |
| 1990 Минск                      | Светлана Давыдова      | Елена Головина           | Петра Шаф                   |
| 1991 Лахти                      | Петра Шаф (2)          | Грете Ингеборг Нюккельмо | Ива Карагёзова              |
| 1993 Боровец                    | Петра Шаф (3)          | Мириам Бедар             | Светлана Парамыгина         |
| 1995 Антерсельва                | Коринн Ниогре          | Уши Дизль                | Екатерина Дафовска          |
| 1996 Рупольдинг                 | Эммануэль Кларе        | Ольга Мельник            | Елена Петрова               |
| 1997 Осрблье                    | Магдалена Форсберг     | Елена Зубрилова          | Екатерина Дафовска          |
| 1999 Хольменколлен              | Елена Зубрилова        | Коринн Ниогре            | Альбина Ахатова             |
| 2000 Хольменколлен              | Коринн Ниогре          | Юй Шумэй                 | Магдалена Форсберг          |
| 2001 Поклюка                    | Магдалена Форсберг (2) | Лив-Грете Пуаре          | Елена Зубрилова             |
| 2003 Ханты-Мансийск             | Катержина Голубцова    | Елена Зубрилова          | Гунн Маргит Андреассен      |
| 2004 Оберхоф                    | Ольга Пылёва           | Альбина Ахатова          | Елена Петрова               |
| 2005 Хохфильцен                 | Андреа Хенкель         | Сунь Жибо                | Линда Хьёрхом               |
| 2007 Антерсельва                | Линда Груббен          | Флоранс Баверель-Робер   | Мартина Бек                 |
| 2008 Эстерсунд                  | Екатерина Юрьева       | Мартина Глагов           | Оксана Хвостенко            |
| 2009 Пхёнчхан                   | Кати Вильхельм         | Тея Грегорин             | Тура Бергер                 |
| 2011 Ханты-Мансийск             | Хелена Экхольм         | Тина Бахман              | Вита Семеренко              |
| 2012 Рупольдинг                 | Тура Бергер            | Мари-Лор Брюне           | Хелена Экхольм              |
| 2013 Нове-Место см. подробнее   | Тура Бергер (2)        | Андреа Хенкель           | Валентина Семеренко         |
| 2015 Контиолахти см. подробнее  | Екатерина Юрлова       | Габриэла Соукалова       | Кайса Мякяряйнен            |
| 2016 Холменколлен см. подробнее | Мари Дорен-Абер        | Анаис Бескон             | Лаура Дальмайер             |
| 2017 Хохфильцен см. подробнее   | Лаура Дальмайер        | Габриэла Коукалова       | Алексия Рунггальдир         |
| 2019 Эстерсунд см. подробнее    | Ханна Эберг            | Лиза Виттоцци            | Жюстин Брезаз               |
| 2020 Антхольц см. подробнее     | Доротея Вирер          | Ванесса Хинц             | Марте Олсбю-Ройселанн       |
| 2021 Поклюка см. подробнее      | Маркета Давидова       | Ханна Эберг              | Ингрид Ландмарк Тандревольд |

## Спринт[2]

### 5 км
| Год         | Золото           | Серебро          | Бронза            |
| ----------- | ---------------- | ---------------- | ----------------- |
| 1984 Шамони | Венера Чернышова | Санна Грёнлид    | Андреа Гроссеггер |
| 1985 Эг     | Санна Грёнлид    | Кайя Парве       | Венера Чернышова  |
| 1986 Фалун  | Кайя Парве       | Надежда Белова   | Эва Корпела       |
| 1987 Лахти  | Елена Головина   | Венера Чернышова | Анне Эльвебакк    |
| 1988 Шамони | Петра Шаф        | Эва Корпела      | Анне Эльвебакк    |

### 7,5 км
| Год                              | Золото                   | Серебро                     | Бронза                            |
| -------------------------------- | ------------------------ | --------------------------- | --------------------------------- |
| 1989 Файстриц                    | Анне Эльвебакк           | Цветана Крастева            | Наталья Приказчикова              |
| 1990 Хольменколлен               | Анне Эльвебакк (2)       | Светлана Давыдова           | Элин Кристиансен                  |
| 1991 Лахти                       | Грете Ингеборг Нюккельмо | Светлана Давыдова           | Елена Головина                    |
| 1993 Боровец                     | Мириам Бедар             | Надежда Таланова            | Елена Белова                      |
| 1995 Антерсельва                 | Анн Бриан                | Уши Дизль                   | Коринн Ниогре                     |
| 1996 Рупольдинг                  | Ольга Ромасько           | Анн Элен Шельбрейд          | Магдалена Валлин                  |
| 1997 Осрблье                     | Ольга Ромасько (2)       | Елена Зубрилова             | Магдалена Форсберг                |
| 1999 Контиолахти                 | Мартина Целльнер         | Магдалена Форсберг          | Елена Зубрилова                   |
| 2000 Хольменколлен               | Лив-Грете Шельбрейд      | Катрин Апель                | Мартина Целльнер                  |
| 2001 Поклюка                     | Кати Вильхельм           | Уши Дизль                   | Лив-Грете Пуаре                   |
| 2003 Ханты-Мансийск              | Сильви Бекар             | Елена Петрова               | Катержина Голубцова               |
| 2004 Оберхоф                     | Лив-Грете Пуаре          | Анна Богалий                | Екатерина Иванова, Мартина Глагов |
| 2005 Хохфильцен                  | Уши Дизль                | Ольга Зайцева               | Елена Зубрилова                   |
| 2007 Антерсельва                 | Магдалена Нойнер         | Анна Карин Улофссон         | Наталья Гусева                    |
| 2008 Эстерсунд                   | Андреа Хенкель           | Альбина Ахатова             | Оксана Хвостенко                  |
| 2009 Пхёнчхан                    | Кати Вильхельм (2)       | Симона Хаусвальд            | Ольга Зайцева                     |
| 2011 Ханты-Мансийск              | Магдалена Нойнер (2)     | Кайса Мякярайнен            | Анастасия Кузьмина                |
| 2012 Рупольдинг                  | Магдалена Нойнер (3)     | Дарья Домрачева             | Вита Семеренко                    |
| 2013 Нове-Место                  | Елена Пидгрушная         | Тура Бергер                 | Вита Семеренко                    |
| 2015 Контиолахти см. подробнее   | Мари Дорен-Абер          | Вероника Новаковская-Жемняк | Валя Семеренко                    |
| 2016 Хольменколлен см. подробнее | Тириль Экхофф            | Мари Дорен-Абер             | Лаура Дальмайер                   |
| 2017 Хохфильцен см. подробнее    | Габриэла Коукалова       | Лаура Дальмайер             | Анаис Шевалье                     |
| 2019 Эстерсунд см. подробнее     | Анастасия Кузьмина       | Ингрид Тандревольд          | Лаура Дальмайер                   |
| 2020 Антхольц см. подробнее      | Марте Олсбю-Ройселанн    | Сьюзен Данкли               | Луция Харватова                   |
| 2021 Поклюка см. подробнее       | Тириль Экхофф (2)        | Анаис Шевалье-Буше          | Анна Сола                         |

## Гонка преследования (пасьют) 10 км
| Год                              | Золото                 | Серебро            | Бронза                      |
| -------------------------------- | ---------------------- | ------------------ | --------------------------- |
| 1997 Осрблье                     | Магдалена Форсберг     | Елена Зубрилова    | Ольга Ромасько              |
| 1998 Поклюка                     | Магдалена Форсберг (2) | Коринн Ниогре      | Мартина Целльнер            |
| 1999 Контиолахти                 | Елена Зубрилова        | Мартина Галинарова | Мартина Целльнер            |
| 2000 Хольменколлен               | Магдалена Форсберг (3) | Уши Дизль          | Флоранс Баверель            |
| 2001 Поклюка                     | Лив-Грете Пуаре        | Коринн Ниогре      | Магдалена Форсберг          |
| 2003 Ханты-Мансийск              | Сандрин Байи           | —                  | Светлана Ишмуратова         |
| 2003 Ханты-Мансийск              | Мартина Глагов         | —                  | Светлана Ишмуратова         |
| 2004 Оберхоф                     | Лив-Грете Пуаре (2)    | Мартина Глагов     | Анна Богалий                |
| 2005 Хохфильцен                  | Уши Дизль              | Лю Сяньин          | Ольга Зайцева               |
| 2007 Антерсельва                 | Магдалена Нойнер       | Линда Груббен      | Анна Карин Улофссон         |
| 2008 Эстерсунд                   | Андреа Хенкель         | Екатерина Юрьева   | Альбина Ахатова             |
| 2009 Пхёнчхан                    | Хелена Юнссон          | Кати Вильхельм     | Ольга Зайцева               |
| 2011 Ханты-Мансийск              | Кайса Мякяряйнен       | Магдалена Нойнер   | Хелена Экхольм              |
| 2012 Рупольдинг                  | Дарья Домрачева        | Магдалена Нойнер   | Ольга Вилухина              |
| 2013 Нове-Место                  | Тура Бергер            | Кристина Палка     | Елена Пидгрушная            |
| 2015 Контиолахти см. подробнее   | Мари Дорен-Абер        | Лаура Дальмайер    | Вероника Новаковская-Жемняк |
| 2016 Хольменколлен см. подробнее | Лаура Дальмайер        | Доротея Вирер      | Мари Дорен-Абер             |
| 2017 Хохфильцен см. подробнее    | Лаура Дальмайер (2)    | Дарья Домрачева    | Габриэла Коукалова          |
| 2019 Эстерсунд см. подробнее     | Дениз Херрман          | Тириль Экхофф      | Лаура Дальмайер             |
| 2020 Антхольц см. подробнее      | Доротея Вирер          | Дениз Херрман      | Марте Олсбю-Ройселанн       |
| 2021 Поклюка см. подробнее       | Тириль Экхофф          | Лиза Тереза Хаузер | Анаис Шевалье-Буше          |

## Масс-старт 12.5 км
| Год                         | Золото                      | Серебро                     | Бронза             |
| --------------------------- | --------------------------- | --------------------------- | ------------------ |
| 1999 Хольменколлен          | Елена Зубрилова             | Елена Петрова               | Магдалена Форсберг |
| 2000 Хольменколлен          | Лив-Грете Шельбрейд         | Галина Куклева              | Коринн Ниогре      |
| 2001 Поклюка                | Магдалена Форсберг          | Мартина Глагов              | Лив-Грете Пуаре    |
| 2002 Хольменколлен          | Елена Зубрилова (2)         | Ольга Пылёва                | Ольга Назарова     |
| 2003 Ханты-Мансийск         | Альбина Ахатова             | Светлана Ишмуратова         | Сандрин Байи       |
| 2004 Оберхоф                | Лив-Грете Пуаре             | Катрин Апель                | Сандрин Байи       |
| 2005 Хохфильцен             | Гру Марит Истад-Кристиансен | Анна Карин Улофссон         | Ольга Пылёва       |
| 2007 Антерсельва            | Андреа Хенкель              | Мартина Глагов              | Кати Вильхельм     |
| 2008 Эстерсунд              | Магдалена Нойнер            | Тура Бергер                 | Екатерина Юрьева   |
| 2009 Пхёнчхан               | Ольга Зайцева               | Анастасия Кузьмина          | Хелена Юнссон      |
| 2011 Ханты-Мансийск         | Магдалена Нойнер (2)        | Дарья Домрачева             | Тура Бергер        |
| 2012 Рупольдинг             | Тура Бергер                 | Мари-Лор Брюне              | Кайса Мякярайнен   |
| 2013 Нове-Место             | Дарья Домрачева             | Тура Бергер                 | Моника Хойниш      |
| 2015 Контиолахти            | Валя Семеренко              | Франциска Пройс             | Карин Оберхофер    |
| 2016 Хольменколлен          | Мари Дорен-Абер             | Лаура Дальмайер             | Кайса Мякярайнен   |
| 2017 Хохфильцен             | Лаура Дальмайер             | Сьюзен Данкли               | Кайса Мякярайнен   |
| 2019 Эстерсунд              | Доротея Вирер               | Екатерина Юрлова-Перхт      | Дениз Херрман      |
| 2020 Антхольц см. подробнее | Марте Олсбю-Ройслеланн      | Доротея Вирер               | Ханна Эберг        |
| 2021 Поклюка см. подробнее  | Лиза Тереза Хаузер          | Ингрид Ландмарк Тандревольд | Тириль Экхофф      |

## Эстафета[3][4]

### 3×5 км
| Год         | Золото                                                    | Серебро                                                      | Бронза                                                       |
| ----------- | --------------------------------------------------------- | ------------------------------------------------------------ | ------------------------------------------------------------ |
| 1984 Шамони | СССР · Венера Чернышова · Людмила Заболотняя · Кайя Парве | Норвегия · Санна Грёнлид · Грю Эствик · Сив Бротен-Лунне     | США · Холли Бити · Джули Ньюман · Кари Свенсон               |
| 1985 Эг     | СССР · Венера Чернышова · Елена Головина · Кайя Парве     | Норвегия · Санна Грёнлид · Грю Эствик · Сив Бротен-Лунне     | Финляндия · Пирьё Маттила · Туйя Вуоксиала · Тейя Нимиенен   |
| 1986 Фалун  | СССР · Кайя Парве · Надежда Белова · Венера Чернышова     | Швеция · Эва Корпела · Ингер Бьёркбом · Сабине Карлссон      | Норвегия · Санна Грёнлид · Сив Бротен-Лунне · Анне Эльвебакк |
| 1987 Лахти  | СССР · Елена Головина · Венера Чернышова · Кайя Парве     | Швеция · Ингер Бьёркбом · Миа Стадиг · Эва Корпела           | Норвегия · Анне Эльвебакк · Санна Грёнлид · Сив Бротен-Лунне |
| 1988 Шамони | СССР · Венера Чернышова · Елена Головина · Кайя Парве     | Норвегия · Элин Кристиансен · Анне Эльвебакк · Мона Боллеруд | Швеция · Эва Корпела · Ингер Бьёркбом · Сабине Карлссон      |

### 3×7,5 км
| Год                | Золото                                                           | Серебро                                                                 | Бронза                                                            |
| ------------------ | ---------------------------------------------------------------- | ----------------------------------------------------------------------- | ----------------------------------------------------------------- |
| 1989 Файстриц      | СССР · Наталья Приказчикова · Светлана Давыдова · Елена Головина | Болгария · Цветана Крастева · Мария Манолова · Надежда Алексиева        | Чехословакия · Эва Бурешова · Рената Новотна · Йиржина Адамичкова |
| 1990 Хольменколлен | СССР · Елена Бацевич · Елена Головина · Светлана Давыдова        | Норвегия · Грете Ингеборг Нюккельмо · Анне Эльвебакк · Элин Кристиансен | Финляндия · Туйя Вуоксиала · Сейя Нютияйнен · Пирьё Маттила       |
| 1991 Лахти         | СССР · Елена Белова · Елена Головина · Светлана Давыдова         | Норвегия · Грете Ингеборг Нюккельмо · Анне Эльвебакк · Элин Кристиансен | Германия · Уши Дизль · Керстин Мёринг · Антье Мизерски            |

### 4х7,5 км
| Год                | Золото                                                                              | Серебро                                                                                         | Бронза                                                                                         |
| ------------------ | ----------------------------------------------------------------------------------- | ----------------------------------------------------------------------------------------------- | ---------------------------------------------------------------------------------------------- |
| 1993 Боровец       | Чехия · Яна Кулхава · Йиржина Адамичкова · Ивета Роубичкова · Эва Гакова            | Франция · Коринн Ниогре · Вероник Клодель · Дельфин Эйман · Анн Бриан                           | Россия · Светлана Панютина · Надежда Таланова · Ольга Симушина · Елена Белова                  |
| 1995 Антерсельва   | Германия · Уши Дизль · Антье Харвей · Симона Грайнер-Петтер-Мемм · Петра Беле       | Франция · Коринн Ниогре · Вероник Клодель · Флоранс Баверель · Анн Бриан                        | Норвегия · Анн Элен Шельбрейд · Хильдегунн Фоссен · Аннетте Сиквеланн · Гунн Маргит Андреассен |
| 1996 Рупольдинг    | Германия · Уши Дизль · Симона Грайнер-Петтер-Мемм · Катрин Апель · Петра Беле       | Франция · Коринн Ниогре · Флоранс Баверель-Робер · Эммануэль Кларе · Анн Бриан                  | Украина · Татьяна Водопьянова · Валентина Цербе-Несина · Елена Петрова · Елена Зубрилова       |
| 1997 Осрблье       | Германия · Уши Дизль · Симона Грайнер-Петтер-Мемм · Катрин Апель · Петра Беле       | Норвегия · Анн Элен Шельбрейд · Аннетте Сиквеланн · Лив-Грете Шельбрей · Гунн Маргит Андреассен | Россия · Ольга Мельник · Галина Куклева · Надежда Таланова · Ольга Ромасько                    |
| 1999 Контиолахти   | Германия · Уши Дизль · Симона Грайнер-Петтер-Мемм · Катрин Апель · Мартина Целльнер | Россия · Надежда Таланова · Галина Куклева · Ольга Ромасько · Альбина Ахатова                   | Франция · Дельфин Эйман · Флоранс Баверель · Кристель Гро · Коринн Ниогре                      |
| 2000 Хольменколлен | Россия · Ольга Пылёва · Светлана Черноусова · Галина Куклева · Альбина Ахатова      | Германия · Уши Дизль · Катрин Апель · Андреа Хенкель · Мартина Целльнер                         | Украина · Елена Зубрилова · Елена Петрова · Нина Лемеш · Татьяна Водопьянова                   |
| 2001 Поклюка       | Россия · Ольга Пылёва · Анна Богалий · Галина Куклева · Светлана Ишмуратова         | Германия · Уши Дизль · Катрин Апель · Андреа Хенкель · Кати Вильхельм                           | Украина · Елена Зубрилова · Елена Петрова · Нина Лемеш · Татьяна Водопьянова                   |

### 4×6 км
| Год                             | Золото                                                                                            | Серебро                                                                           | Бронза                                                                                   |
| ------------------------------- | ------------------------------------------------------------------------------------------------- | --------------------------------------------------------------------------------- | ---------------------------------------------------------------------------------------- |
| 2003 Ханты-Мансийск             | Россия · Альбина Ахатова · Светлана Ишмуратова · Галина Куклева · Светлана Черноусова             | Украина · Оксана Хвостенко · Ирина Меркушина · Оксана Яковлева · Елена Петрова    | Германия · Симона Денкингер · Уши Дизль · Кати Вильхельм · Мартина Глагов                |
| 2004 Оберхоф                    | Норвегия · Линда Хьёрхом · Гру Марит Истад-Кристиансен · Гунн Маргит Андреассен · Лив-Грете Пуаре | Россия · Ольга Пылёва · Светлана Ишмуратова · Анна Богалий · Альбина Ахатова      | Германия · Мартина Глагов · Катрин Апель · Симона Денкингер · Кати Вильхельм             |
| 2005 Хохфильцен                 | Россия · Ольга Пылёва · Светлана Ишмуратова · Анна Богалий · Ольга Зайцева                        | Германия · Уши Дизль · Катрин Апель · Андреа Хенкель · Кати Вильхельм             | Беларусь · Екатерина Иванова · Ольга Назарова · Людмила Ананько · Елена Зубрилова        |
| 2007 Антерсельва                | Германия · Мартина Глагов · Андреа Хенкель · Магдалена Нойнер · Кати Вильхельм                    | Франция · Флоранс Баверель-Робер · Дельфина Перетто · Сильви Бекар · Сандрин Байи | Норвегия · Тура Бергер · Анн Кристин Флатланн · Йори Мёркве · Линда Груббен              |
| 2008 Эстерсунд                  | Германия · Мартина Глагов · Андреа Хенкель · Магдалена Нойнер · Кати Вильхельм                    | Украина · Оксана Яковлева · Вита Семеренко · Валя Семеренко · Оксана Хвостенко    | Франция · Дельфина Перетто · Мари-Лор Брюне · Сильви Бекар · Сандрин Байи                |
| 2009 Пхёнчхан                   | Россия · Светлана Слепцова · Анна Булыгина · Ольга Медведцева · Ольга Зайцева                     | Германия · Мартина Бек · Магдалена Нойнер · Андреа Хенкель · Кати Вильхельм       | Франция · Мари-Лор Брюне · Сильви Бекар · Мари Дорен · Сандрин Байи                      |
| 2011 Ханты-Мансийск             | Германия · Андреа Хенкель · Мириам Гёсснер · Тина Бахман · Магдалена Нойнер                       | Франция · Анаис Бескон · Мари-Лор Брюне · Софи Буалле · Мари Дорен                | Беларусь · Надежда Скардино · Дарья Домрачева · Надежда Писарева · Людмила Калинчик      |
| 2012 Рупольдинг                 | Германия · Тина Бахманн · Магдалена Нойнер · Мириам Гёсснер · Андреа Хенкель                      | Франция · Мари-Лор Брюне · Софи Буалле · Анаис Бескон · Мари Дорен-Абер           | Норвегия · Фанни Хурн · Элиса Ринген · Сюннёва Сулемдаль · Тура Бергер                   |
| 2013 Нове-Место см. подробнее   | Норвегия · Хильде Фенне · Анн Кристин Флатланн · Сюннёва Сулемдаль · Тура Бергер                  | Украина · Юлия Джима · Вита Семеренко · Валя Семеренко · Елена Пидгрушная         | Италия · Доротея Вирер · Николь Гонтье · Микела Понца · Карин Оберхофер                  |
| 2015 Контиолахти см. подробнее  | Германия · Франциска Хильдебранд · Франциска Пройс · Ванесса Хинц · Лаура Дальмайер               | Франция · Анаис Бескон · Энора Латюльер · Жюстин Брезаз · Мари Дорен-Абер         | Италия · Лиза Виттоцци · Карин Оберхофер · Николь Гонтье · Доротея Вирер                 |
| 2016 Холменколлен см. подробнее | Норвегия · Сюннёве Сулемдал · Фанни Хурн-Биркеланн · Тириль Экхофф · Марте Олсбю                  | Франция · Жюстин Брезаз · Анаис Бескон · Анаис Шевалье · Мари Дорен-Абер          | Германия · Франциска Пройс · Франциска Хильдебранд · Марен Хаммершмидт · Лаура Дальмайер |
| 2017 Хохфильцен см. подробнее   | Германия · Ванесса Хинц · Марен Хаммершмидт · Франциска Хильдебранд · Лаура Дальмайер             | Украина · Ирина Варвинец · Юлия Джима · Анастасия Меркушина · Елена Пидгрушная    | Франция · Анаис Шевалье · Селия Эмонье · Жюстин Брезаз · Мари Дорен-Абер                 |
| 2019 Эстерсунд см. подробнее    | Норвегия · Сюннёве Сулемдал · Ингрид Тандревольд · Тириль Экхофф · Марте Олсбю-Ройселанн          | Швеция · Линн Перссон · Мона Брурссон · Анна Магнуссон · Ханна Эберг              | Украина · Анастасия Меркушина · Вита Семеренко · Юлия Джима · Валентина Семеренко        |
| 2020 Антхольц см. подробнее     | Норвегия Сюннёве Сулемдал Ингрид Ландмарк Тандревольд Тириль Экхофф Марте Олсбю-Ройселанн         | Германия Каролин Хорхлер Ванесса Хинц Франциска Пройс Дениз Херрманн              | Украина Анастасия Меркушина Юлия Джима Вита Семеренко Елена Пидгрушная                   |
| 2021 Поклюка см. подробнее      | Норвегия Ингрид Ландмарк Тандревольд Тириль Экхофф Ида Лиен Марте Олсбю-Ройселанн                 | Германия Ванесса Хинц Янина Хеттих Дениз Херрман Франциска Пройс                  | Украина Анастасия Меркушина Юлия Джима Дарья Блашко Елена Пидгрушная                     |

## Командная гонка 7,5 км[5]
| Год                | Золото                                                                                           | Серебро                                                                                            | Бронза                                                                                   |
| ------------------ | ------------------------------------------------------------------------------------------------ | -------------------------------------------------------------------------------------------------- | ---------------------------------------------------------------------------------------- |
| 1989 Файстриц      | СССР · Наталья Приказчикова · Светлана Давыдова · Луиза Носкова · Елена Головина                 | Норвегия · Сюннёва Торесен · Элин Кристиансен · Анне Эльвебакк · Мона Боллеруд                     | ФРГ Инга Кеспер Даниела Хёрбургер Дорина Пипер Петра Шаф                                 |
| 1990 Хольменколлен | СССР · Елена Бацевич · Елена Головина · Светлана Парамыгина · Светлана Давыдова                  | ФРГ Ирена Шролль Даниела Хёрбургер Инга Кеспер Петра Шаф                                           | Болгария · Надежда Алексиева · Ива Пренджева · Мария Манолова · Цветана Крастева         |
| 1991 Лахти         | СССР · Елена Белова · Елена Головина · Светлана Парамыгина · Светлана Давыдова                   | Болгария · Мария Манолова · Сильвана Благоева · Надежда Алексиева · Ива Пренджева                  | Норвегия · Сюннёва Торесен · Сигне Тростен · Хильдегунн Фоссен · Унни Кристиансен        |
| 1992 Новосибирск   | Германия · Петра Бауэр · Петра Шаф · Уши Дизль · Инга Кеспер                                     | Объединённая команда Елена Белова Инна Шешкиль Анфиса Резцова Светлана Печёрская                   | Чехословакия · Габриела Сувова · Эва Гакова · Яна Кулхава · Йиржина Адамичкова           |
| 1993 Боровец       | Франция · Натали Бозир · Дельфин Эйман · Анн Бриан · Коринн Ниогре                               | Беларусь · Наталья Пермякова · Наталья Сычева · Наталья Рыженкова · Светлана Парамыгина            | Польша · Софья Келпиньская · Кристина Либерда · Анна Стера-Кустуш · Елена Миколайчик     |
| 1994 Кенмор        | Беларусь · Наталья Пермякова · Наталья Рыженкова · Ирина Кокуева · Светлана Парамыгина           | Норвегия · Анн Элен Шельбрейд · Осе Идланн · Аннетте Сиквеланн · Хильдегунн Фоссен                 | Франция · Эммануэль Кларе · Натали Бозир · Коринн Ниогре · Вероник Клодель               |
| 1995 Антерсельва   | Норвегия · Элин Кристиансен · Аннетте Сиквеланн · Гунн Маргит Андреассен · Анн Элен Шельбрейд    | Германия · Кати Шваб · Симона Грайнер-Петтер-Мемм · Уши Дизль · Петра Беле                         | Франция · Эммануэль Кларе · Вероник Клодель · Анн Бриан · Коринн Ниогре                  |
| 1996 Рупольдинг    | Германия · Катрин Апель · Симона Грайнер-Петтер-Мемм · Петра Беле · Уши Дизль                    | Украина · Нина Лемеш · Елена Петрова · Татьяна Водопьянова · Елена Зубрилова                       | Франция · Эммануэль Кларе · Анн Бриан · Флоранс Баверель · Коринн Ниогре                 |
| 1997 Осрблье       | Норвегия · Аннетте Сиквеланн · Анн Элен Шельбрейд · Лив-Грете Шельбрейд · Гунн Маргит Андреассен | Россия · Ольга Ромасько · Анна Волкова · Надежда Таланова · Ольга Мельник                          | Украина · Елена Петрова · Елена Зубрилова · Валентина Цербе-Несина · Татьяна Водопьянова |
| 1998 Хохфильцен    | Россия · Анна Волкова · Ольга Ромасько · Светлана Ишмуратова · Альбина Ахатова                   | Норвегия · Хильдегунн Миккельспласс · Аннетте Сиквеланн · Анн Элен Шельбрейд · Лив-Грете Шельбрейд | Финляндия · Катя Холанти · Тиина Миккола · Мари Лампинен · Санна-Леена Перунка           |